# Liste der Gemeindeverbände im Département Val-de-Marne
Das Département Val-de-Marne liegt in der Region Île-de-France in Frankreich. Es untergliedert sich in vier Gemeindeverbände.
Siehe auch: Liste der Gemeinden im Département Val-de-Marne

## Gemeindeverbände

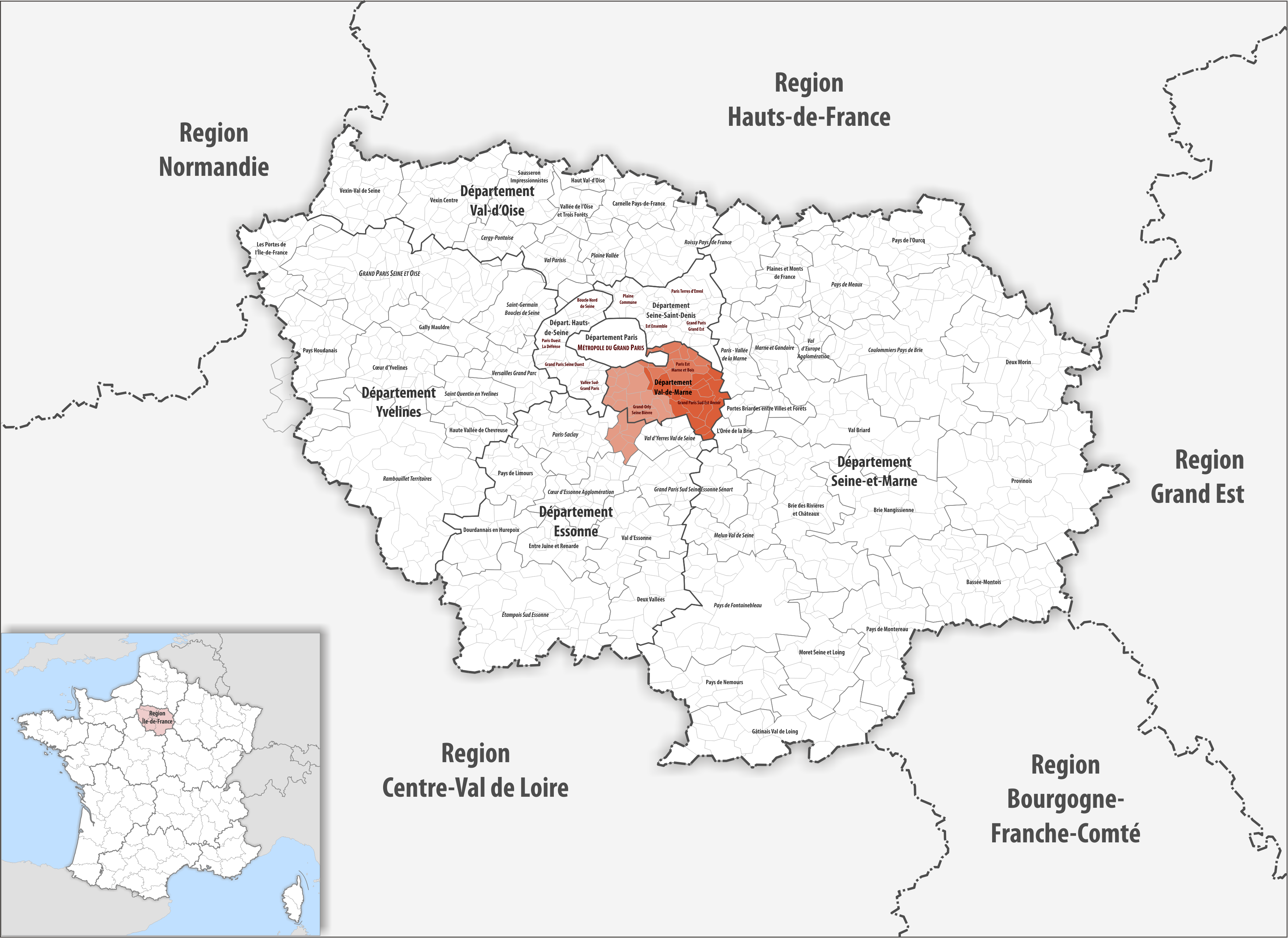
Gemeindeverbände im Département Val-de-Marne

| Gemeindeverband            | Gemeinden im Départ./Verband | Einwohner 1. Januar 2022 | Fläche km² | Dichte Einw./km² | SIREN- Nummer | Rechtsform                       | Gründungsdatum |
| -------------------------- | ---------------------------- | ------------------------ | ---------- | ---------------- | ------------- | -------------------------------- | -------------- |
| Grand Paris Sud Est Avenir | 16/16                        | 325.990                  | 99,80      | 3.266            | 200 058 006   | Établissement public territorial | 1. Januar 2016 |
| Grand-Orly Seine Bièvre    | 18/24                        | 729.111                  | 123,68     | 5.895            | 200 058 014   | Établissement public territorial | 1. Januar 2016 |
| Métropole du Grand Paris   | 47/130                       | 7.115.576                | 814,24     | 8.739            | 200 054 781   | Métropole                        | 1. Januar 2016 |
| Paris Est Marne et Bois    | 13/13                        | 520.267                  | 56,33      | 9.236            | 200 057 941   | Établissement public territorial | 1. Januar 2016 |